# Köhler (preußisches Adelsgeschlecht)
Köhler ist der Name eines preußischen Adelsgeschlechts.
Es besteht keine Stammverwandtschaft zu den sächsisch-bayerischen von Köhler oder den schwedischen von Köhler.

## Geschichte
Für seine Dienste um das Heilige Römische Reich Deutscher Nation und das Königreich Preußen wurde der Hofrat und kaiserliche Salzfaktor sowie Schiff-Fahrtsdirektor zu Berlin, August Christian Köhler, im Jahre 1735 in den Reichsadelstand erhoben.

## Wappen
Das von Rot und Gold gespaltene Wappen zeigt rechts drei goldene Wolfsangeln und inks drei schwarze Balken. Auf dem Helm mit rechts rot-goldenen und links schwarz-goldenen Helmdecken auf einer Kugel eine Fortuna mit rotem Segel zwischen einem offenen, rechts von Rot und Gold, links von Gold und Schwarz geteiltem Flug. 

## Bekannte Angehörige
- Georg Ludwig Egidius von Köhler (1734–1811), preußische General der Kavallerie